# Мария Самоковлиева
Мария Атанасова Самоковлиева e българска музиковедка, професор по етномузикология в Академията за музикално, танцово и изобразително изкуство (АМТИИ) в Пловдив. 

## Биография
Мария Самоковлиева е родена на 26 август 1939 г. в София, България. Потомка е на известния зограф Христо Димитров (1746 – 1819), основоположник на Самоковската художествена школа. Тя е праправнучка на Димитър Зограф, брат на Захари Зограф и баща на Станислав Доспевски и Атанас Самоковлиев, пръв кмет на град Пловдив след Освобождението и участник в Съединението на България. В своята книга „Самоковската художествена школа и моят самоковски род“ разглежда живота и творчеството на най-ярките представители на школата – Христо Димитров, неговите синове Димитър Зограф и Захари Зограф, техните синове-художници, а така също и по-известните им ученици и последователи. Разгледано е и самоковското резбарско и гравьорско изкуство с техните най-видни представители.
Завършва Българската държавната консерватория (1962), а след това двегодишния специален клас по етномузикология при проф. д-р Стоян Джуджев. Тя е дългогодишен преподавател по дисциплините музикален фолклор, етномузикология, сравнително етномузикознание и етнография в АМТИИ. Преподава също в Нов български университет, Шуменския университет, Националната музикална академия в София, в университета на град Базел, Швейцария и др.
В продължение на 18 години ръководи (с прекъсвания)  в АМТИИ катедра „Теория и история на музиката“ от нейното създаване до 1999 г. Подготвила е голям брой дипломанти, специализанти и докторанти в своята над 40-годишна педагогическа практика. Участвала е в много радио- и телевизионни предавания. Била е многократно член на жури на национални и местни събори за народно творчество.
Член е на четири работни групи към Международния съвет за традиционна музика (ICTM) към ЮНЕСКО, на Европейския семинар по етномузикология (ESEM), на Комисията за народно творчество към Международното дружество по етнология и фолклор (SIEF), на Групата за изследване на народната балада към Международния съвет за фолклор (KfV), на Международната група по музикална иконография, на Съюза на българските композитори. Специализира в Института по музикология към Университета на град Базел, Швейцария.

## Участие в творчески форуми
Участва с доклади в над 40 международни конференции и симпозиуми, като по-голямата част от тях са в чужбина, с което допринася за популяризирането и запознаването с уникални образци от богатия ни музикален фолклор. Написала е голям брой научни статии и студии, много от които са отпечатани в САЩ, Германия, Белгия, Великобритания, Норвегия, Дания, Израел, Русия, Македония и др. Две от книгите ѝ са посветени на участието на децата в традиционните български народни обичаи и семейни обреди „Българските народни обичаи и участието на децата в тях“ (С., 1995 г.) и „Децата в българските народни обреди“ (С., 2007 г.). За високи творчески успехи е наградена със „Златна лира“ от Съюза на музикалните и танцовите дейци в България.

## Книги
- Българските народни обичаи и участието на децата в тях, С., 1995.
- Децата в българските народни обреди, С., 2007.
- Самоковската художествена школа и моят самоковски род, С., 2007.
- Христоматия по българска народна музика, С., 1994.
- Музикална характеристика на песенния фолклор от Пазарджишко с оглед определяне на музикално-диалектната граница между Тракия и Средна Западна България. С., 1976.
- Териториално разпространение на някои типове календарно-обредни песни от Северна България. Сп. Български фолклор, 1978, кн. 4.
- Народните песни от Северозападните Родопи. В: Проблеми на българския фолклор. Фолклор, език и народна съдба. т.4, 1979.
- Типологическа характеристика на сватбените песни от област Странджа, България и сравнението им със сватбените песни от Хунедоарския край. Румъния. Сп. Македонски фолклор, Скопje, 1982, год. ХV, бр. 29-30.
- Типы обрядовых песен Северной Болгарии и их разновидности в украинском и белорусском музыкальном фольклоре. В: Памяти К. Квитки /1880-1953/. Сборник статей, Москва, 1983.
- Музикалният фолклор и естетическото възпитание на младежта. В: Проблеми на българския фолклор. Фолклорът и съвременния свят, т. 9, 1991.
- Два български танца – ръченица и хоро. В: RldlM, New York Newsletter, volume 18, Number 1, p.26.
- Песните за Хаджи Димитър. В: Българската музикална култура през епохата на националното Възраждане. С., 1994.
- Епическите песни в Западна и Източна България. В: Historische Folksmusikforschung, Goetingen, 1994.
- Музиката като тема във фреските на българските манастири. В: Music images and Bible, Jerusalem, 1995.
- Градските хумористични и саркастични песни в България и тяхната връзка с традиционния фолклор. В: Historical Studies on Folk and Traditional Music, Copenhagen, 1995.
- Арабската музика и българската народна музика. В: Годишник на Академията за музикално и танцово изкуство, Пловдив, 1995.
- Реалността на танца в картините на българските художници в първата половина на 20 в. В: Myth And Reality in Dance Pictures, Innsbruck, 1995.
- За един нов процес в развитието на народната музика. В: Sammelband des Suedostdeutschen Kulturwerk, Muenchen, 1997.
- Българските песни балади – основна характеристика и някои техни връзки с баладите от Румъния. В:The Swansea Baiiad Conference, 1997.
- Мястото и значението на фолклора в творчеството на Брамс, Григ, Хачатурян и Кутев. В: „Място и значение на фолклора в творчеството на именити творци – Йоханес Брамс, Едвард Григ, Арам Хачатурян и Филип Кутев“, С., 2003.
- Проф. Д-р Мария Самоковлиева за себе си, за рода си и за творческата си дейност. В: „От извора“ (изявени български музиканти), ред. Емил Янев, С., 2012.[3]